# La Graciosa (Canarische Eilanden)

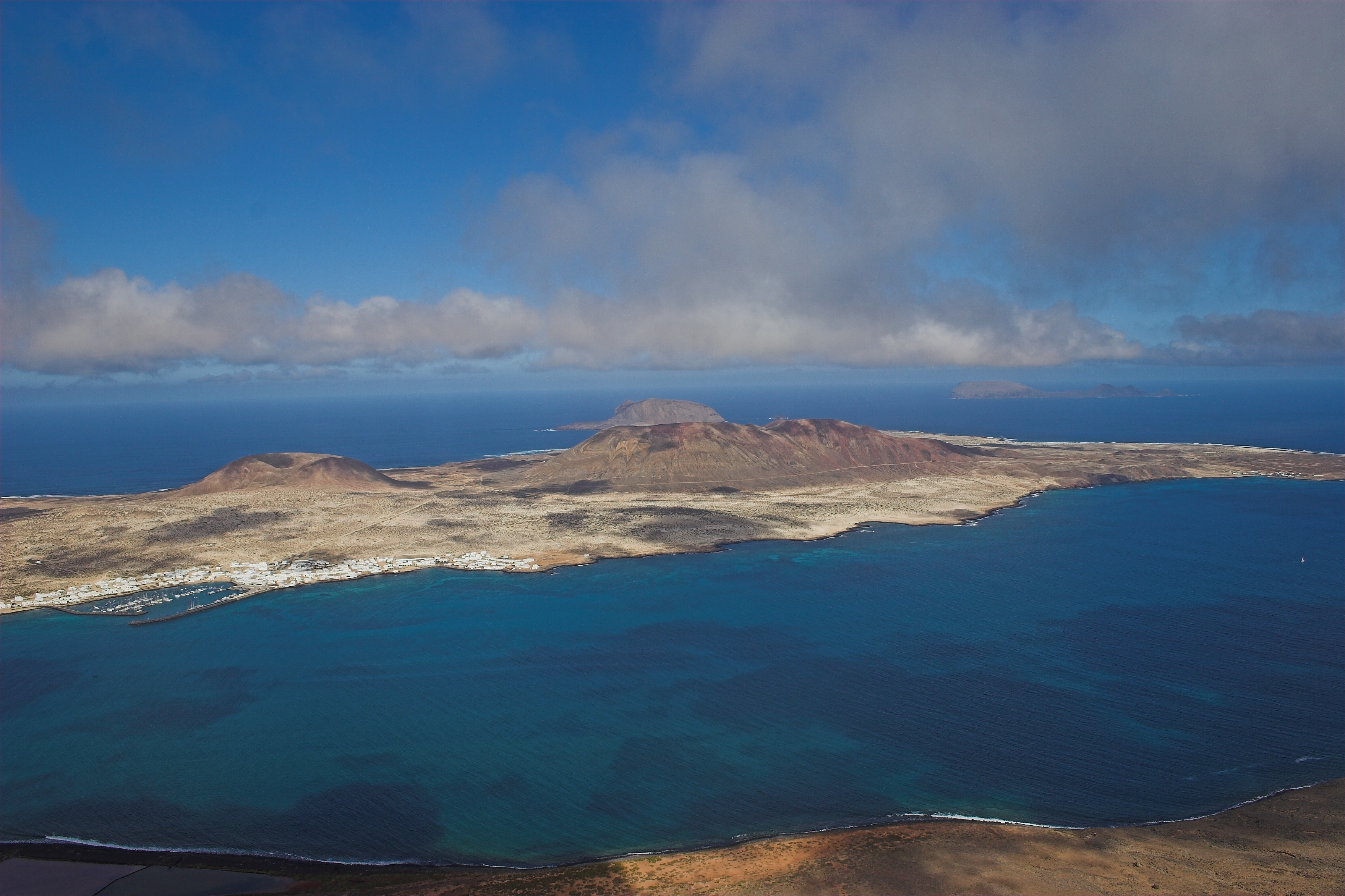

La Graciosa (Spaans voor De bevallige) is een van de kleinere Spaanse eilanden in de eilandengroep de Canarische Eilanden, 2 km noordelijk gelegen van het eiland Lanzarote. Tussen Lanzarote en La Graciosa ligt de zeestraat El Río. La Graciosa is onderdeel van het natuurpark van de archipel Chinijo. Het ligt in de Spaanse gemeente Teguise. La Graciosa werd vroeger door piraten gebruikt voor het verbergen van schatten. In de gemeente bestaat een museum over de geschiedenis van de piraterij in deze streek.

## Geografie
Het eiland, dat nagenoeg volledig bestaat uit vulkanische gesteenten en zandvlakten, heeft ruim 700 inwoners. Deze mensen wonen in de hoofdplaats Caleta del Sebo en 's zomers ook in Casas de Pedro Barba. Op La Graciosa is toerisme de belangrijkste bron van inkomsten. Daarnaast is er enige visserij. Bij het zuidoostelijke Caleta de Sebo is een haven met jachthaven en bar/restaurants. Verder zijn er een basis- en middelbare school, supermarkten, een postkantoor en diverse stranden. Op het eiland is het gebruik van motorvoertuigen verboden voor wie geen vergunning heeft. 
Op het eiland zijn geen natuurlijke bronnen voor water, reden waarom dit met een pijpleiding vanuit Lanzarote wordt aangevoerd waar zeewater ontzilt wordt. De bergen op het eiland bevinden zich in het noordelijke en westelijke deel. De hoogste berg is de vulkaan Las Agujas met een top van 266 m. Langs grote delen van het gehele eiland zijn stranden.

## Vanaf Lanzarote
De Mirador del Río op Lanzarote biedt uitzicht op La Graciosa. Vanuit Orzola op Lanzarote is het met de veerboot ongeveer 35 minuten naar La Graciosa.